# Clematepistephium
Clematepistephium là một chi thực vật có hoa trong họ, Orchidaceae.